# هاكور
هاكور، أو هاگار ، (بالإنجليزية: Hakor)‏، ويسمى أيضاً بالهيلينية أخوريس أو هاكوريس، هو فرعون مصري قديم من الأسرة المصرية التاسعة والعشرون. حكم 13 عام - أكثر من نصف عهد الأسرة كاملاً. (392/1–379/8).

## فترة حكمه

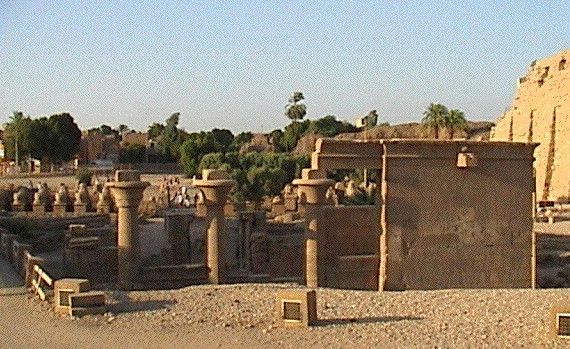
مصلى هاكور في الكرنك.

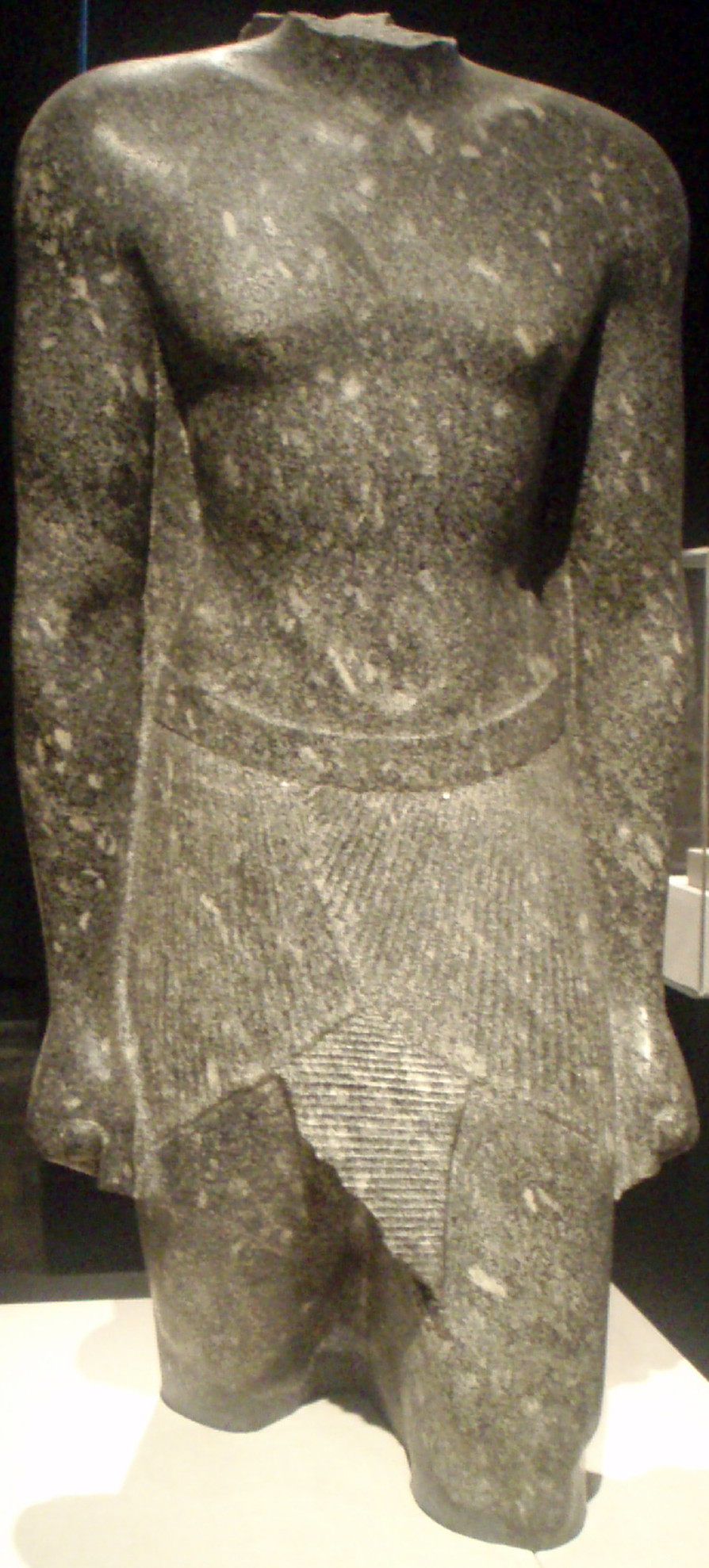
تمثال جرانودايوريت مجزأ الجذع لهاكور. متحف الفنون الجميلة، بوسطن.

كان هاكور على علاقة وطيدة مع سلفه الملك مؤسس السلالة الفرعونية التاسعة والعشرون نفريتس الأول. وبعد وفاة الأخير، نشب صراع على الحكم وقيادة السلالة بعد الملك نفريتس الأول، اسفر عن ادعاء هاكور للعرش بالتنافس مع بساموثيس وميوثس، ذلك ما ذكر فقط في أوسابيوس من مانيتو. ونتيجة لذلك أعتـُبر هاكور الوريث الشرعي للملك نفريتس الأول. أو مغتصبه بطريقة ما.
في عام 1986 اقترح المؤرخ «جون راي» أن هاكور كان وريث الملك نفريتس الأول، الذي حكم في البدء دون عائق. وفي السنة الثانية من حكمة أطيح به من قبل بساموثيس. وبعد سنة أخرى، تمكن هاكور من استعادة عرشه الشرعي عن طريق الإطاحة بمغتصبه بساموثيس. واستمرت فترة حكمه منذ تاريخ أول تتويج له، وذلك لمجرد التظاهر بأن هذه الفجوة لم تحدث أبدا. وأما الزاعم الثالث ميوثس، لايمكن إدراجه ضمن هذا الصراع. ولكن دوره ثانوي - على افتراض انه حقا كان موجودا - فهو غير معروف. وذلك لقبول فرضية رأي علماء المصريات مثل آلان بي. لويد وتوبي ويلكنسون.

## وفاته
توفى هاكور عام 379/8 ق.م، تاركاً العرش لابنه نفريتس الثاني. إلا أنه لم يتمكن من الاحتفاظ به إلا لأربع شهور قبل أن يطيح به القائد العسكري نخت انبو الأول، ويخلفه في الحكم.

## مقالات ذات صلة
- الأسرة المصرية التاسعة والعشرين
- نفريتس الأول
- بساموثيس